# Novella D'Andrea
Novella D'Andrea, nota anche come Novella Calderini (Bologna, 1312? – Bologna, 1333), è stata una giurista italiana la cui figura sfiora la leggenda.

## Biografia
Novella D'Andrea fu istruita dal padre Giovanni, professore di diritto canonico all'università di Bologna, di cui fu presumibilmente  supplente e lettrice.. Anche  la madre Milanzia dell'Ospedale è stata indicata come una dotta giurista. La sorella Bettina, canonista, sembra raggiunse la cattedra, insegnando legge e filosofia all'università di Padova dove lavorava suo marito, Giovanni Sangiorgi.
Secondo Christine de Pizan, e i ritratti che di lei fecero Marie-Eléonore Godefroid e Gérard François-Pascal-Simon, Novella D'Andrea parlava agli studenti  coperta da un velo o attraverso una tenda per non distrarli con la sua bellezza. La stessa sorte, forse leggendaria, la accomuna a Bettisia Gozzadini, che tenne lezioni di diritto presso lo stesso ateneo nel secolo precedente.
Alcune fonti suggeriscono che Novella d'Andrea abbia sposato l'avvocato Giovanni Calderinus o il professore Giovanni da Legnano, ma secondo altre fonti sposò l'avvocato Filippo Formaglini nel 1326.
Morì a Bologna in data incerta, secondo alcune fonti nel 1333, secondo altre prima del 1346 o nel 1366. Fu sepolta in San Domenico.
Secondo alcuni suo padre dette il nome di "Novellae" in sua memoria ai decreti di papa Gregorio IX.

## Riconoscimenti
A Novella Calderini  è dedicato un busto in terracotta, parte di un ciclo di sculture di dodici illustri donne bolognesi raffigurate dallo scultore di Casa Fibbia tra il 1680 e il 1690 ca. La collocazione originaria dei busti a Palazzo Felicini-Fibbia e voluta dai committenti è presumibilmente quella della miniatura di Alessandro Scarselli, presa dagli Insigna degli Anziani e conservata all'Archivio di Stato di Bologna. Dagli anni duemila il ciclo di sculture è esposto nella Sala dell Cultura del Museo della storia di Bologna a Palazzo Pepoli.